# 東部劇
東部劇（とうぶげき、Ostern  ロシア語: И́стерн, Istern; or остерн） 、またはレッドウェスタン（英：Red Western）は、アメリカの西部劇の模倣としてソ連と東側諸国で作成された映画ジャンル。この用語は、主に2つの関連ジャンルを指す。
- レッドウェスタンは、アメリカの西部開拓時代を舞台にしているが、アメリカの西部劇とは根本的に異なるテーマや解釈が含まれている。例としては、『レモネード・ジョー 或いは、ホースオペラ（英語版）』 (チェコスロバキア、1964年)、『大熊の息子たち（英語）』(東ドイツ、1966年)、『油、赤ちゃんとトランシルバニア人（英語）』(ルーマニア、1981)、または『カプチーノ街から来た人（英語版）』(ソ連、1987)が含まれる。これらは主にソ連ではなく、東ドイツやチェコスロバキアのような東ヨーロッパ諸国で生産された。
- 東部劇（オスターン）は、特にロシア革命やロシア内戦中の頃の、ソ連の草原またはウラル以東のアジア側の地域が舞台だが、アメリカの西洋映画に触発されたスタイルで提示されている。その例には、『とらえどころのない冒険者（英語）』(1966年)とその2つの続編、『砂漠の白い太陽（英語版）』(1970年)、『ダウリヤ（英語版）』(1971年)、『光と影のバラード（英語版）』(1974年)、『バーニングマイルズ（英語）』(1957年)、『ボディーガード（英語）』(1979年)、『第6（英語）』(1981年)などがある。

西部劇の影響を受けながら、東部劇は特定の明確なジャンルを形成する。「オスターン」という言葉は、ドイツ語の「東」を意味する「オスト」と英語の「ウエスタン」とのかばん語に由来する。
レッドウェスタンは、アメリカ西部を模倣するために地元の風景を使用するという、マカロニウェスタンと比較されることがよくある。特にユーゴスラビア、モンゴル、南アメリカの南方の方が使用された。東ドイツ映画の中には、ザウアークラウト・ウェスタンと呼ばれるものもある。
「東部劇」の映画は、通常、西部劇の舞台をコーカサス以東の草原に置き換えたもの。「カウボーイやインディアン」などの西部劇のストックキャラクターも、盗賊やハレムなどのコーカサス地方でのストックキャラクターに置き換えられた。このジャンルの有名な例は、ソビエト連邦で人気があった『砂漠の白い太陽』だった。
日本では“ボルシチ・ウエスタン”という表記も見られた（『カプチーノ街から来た人』の宣伝ポスターにおけるキャッチコピーなど）。

## 国際的な文脈における東部劇/レッドウェスタン
実際のアメリカ西部を舞台とするするレッドウエスタンは、ルーマニアの『油、赤ちゃんとトランシルバニア人』(1981)が含まれ、ルーマニア人とハンガリー人の入植者の闘争を描く。チェコの『レモネード・ジョー 或いは、ホースオペラ』とソ連の『カプチーノ街から来た人』は、アメリカ映画へのパスティッシュや風刺がこめられた作品である。東ドイツの『偉大なクマの息子たち』(1966)は、伝統的なアメリカの「カウボーイとインディアン」の構図を変え、ネイティブアメリカンを英雄として、アメリカ軍を悪役として描くなど当時の東西冷戦のそれを背景としていた。この映画は、東ドイツのDEFAスタジオによる一連の「インディアン映画」の嚆矢となった。
このジャンルはソ連以外ではマカロニウェスタンに似た国際的な共同制作だった。例えば、『大熊の息子たち』は東ドイツとチェコスロバキアの共同制作で、ユーゴスラビア人俳優が主演し、ドイツ語で脚本を行い、さまざまな東側諸国で撮影され、ユーゴスラビア、ブルガリア、モンゴル、チェコスロバキアなどがロケ地となった。『油、赤ちゃんとトランシルバニア人』はルーマニア映画で、ルーマニア人移民が題材となっている。

## ギバニッツァ・ウェスタン
「ギバニッツァ・ウェスタン」 (Gibanica western) は、ユーゴスラビアのオスターンに相当する用語で、パルチザン映画あるいはパルチザン・ウェスタンと呼ばれる。これらの映画は1960年代から1980年代にかけて作られ、題材は第二次世界大戦のパルチザンについてだった。「ギバニッツァ」という用語は、バルカンの伝統的な菓子料理を指す。

### 関連作品
- アンダーグラウンド (映画) - 1995年の映画。ギバニッツァ・ウェスタンのパロディ要素がある作品。

## グヤーシュウェスタン
グヤーシュウェスタンはハンガリーの監督ジェルジー・ゾムジャスによる映画作品である。彼は1970年代に2つの映画(『あなたの足の下で吹く風』と『間違った行者』)を監督した。